# Surrender of silence
Surrender of silence is een rockalbum van Steve Hackett. Het album kwam na het grotendeels akoestische album Under a Mediterranean sky. De muziek grijpt hier en daar terug naar zijn muziek uit de jaren zeventig en tachtig. Het betekende een geluidstechnisch weerzien met Kansas-drummer Phil Ehart.
De titel refereert aan de coronapandemie waarbij reizen naar andere landen onmogelijk was. Hackett moest teren op mijmeringen over verre plaatsen waar hij was geweest. De musici konden in die periode ook niet bij elkaar op bezoek komen. Sommige bijdragen kwamen dan ook tot stand door opnamen in de eigen geluidsstudio’s van de musici. De muziek schakelt overeenkomstig die mijmeringen van westerse naar oosterse muziek. In The devils’ cathedral zijn zware orgelklanken te horen, maar komend uit de synthesizer. 

## Musici
- Steve Hackett – gitaren en zang met
- Craig Blundell – drumstel (tracks 5, 6 10)
- Phil Ehart – drumstel (7)
- Nick D'Virgilio – drumstel (3,8)
- Roger King – toetsinstrumenten en arrangementen, programeerwerk
- Amanda Lehmann – zang (2, 4, 6, 9, 10)
- Durga McBroom en Lorelei McBroom – zang (4)
- Malik Mansurov – tar (7)
- Jonas Reingold – basgitaar (alle tracks behalve 4, 7, 9 en 11)
- Sodirkhon Ubaidulloev – dutar (7)
- Nad Sylvan – zang (5)
- Christine Townsend – viool, altviool (1, 2, 3, 5, 6, 8, 10)
- Rob Towsend – saxofoons, basklarinet, dizi (5, 7, 9)

## Muziek
| Nr. | Titel                                                                              | Duur |
| --- | ---------------------------------------------------------------------------------- | ---- |
| 1.  | The obliterati (Steve Hackett, Roger King)                                         | 2:17 |
| 2.  | Natalia (Steve Hackett, Jo Hackett, Roger King)                                    | 6:17 |
| 3.  | Relaxation music for sharks (featuring feeding frenzy) (Steve Hackett, Jo Hackett) | 4:36 |
| 4.  | Wingbeats (Steve Hackett, Jo Hackett)                                              | 5:20 |
| 5.  | The devil’s cathedral (Steve Hackett, Roger King)                                  | 6:31 |
| 6.  | Held in the shadows (Steve Hackett)                                                | 6:20 |
| 7.  | Shanghai to Samarkand (Steve Hackett, Jo Hackett, Roger King)                      | 8:27 |
| 8.  | Fox’s tango (Steve Hackett)                                                        | 4:12 |
| 9.  | Day of the dead (Steve Hackett, Jo Hackett, Roger King)                            | 6;25 |
| 10. | Scorched earth (Steve Hackett, Jo Hackett)                                         | 6:03 |
| 11. | Esperanza (Steve Hackett)                                                          | 1:04 |

In Natalia is een parafrase van Romeo en Julia van Sergej Prokofjev te horen.  